# Куничник сіруватий
Куничник сіруватий, куничник сивуватий (Calamagrostis canescens (Web.) Roth) — багаторічна трав'яниста рослина, вид роду куничник (Calamagrostis) родини тонконогові (Poaceae), що зазвичай росте на добре зволожених територіях.

## Поширення та екологія
Природний ареал куничника охоплює територію всієї Європи та помірних широт Азії, зокрема Західного та Східного Сибіру, Кавказу та Туреччини. В Україні зрідка росте на більшій частині території, окрім Криму.
Широко поширений на сирих заплавних та торф'янистих луках, по берегах озер, річок, струмків, на низинних і перехідних болотах, в сирих і заболочених лісах. Може рости навіть в літоральному поясі при рівні води на 0,2 м вище рівня ґрунту. Часто зустрічається на межиріччі і заболочених просіках.
Куничник добре росте на пухких, добре аерованих, достатньо вологих ґрунтах, не схильних до занадто різких коливань температури і вологості в шарі, де розташовані кореневища і де виникають нові корені і пагони. Поширений на глейових і торф'яних ґрунтах різного ступеня підзолистості.

## Ботанічний опис

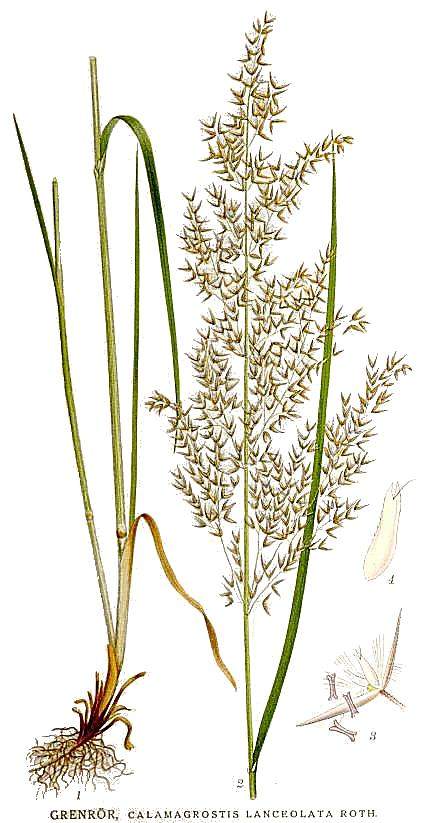
Куничник сіруватий в книзі Карла Лінмана «Bilder ur Nordens Flora»

Багаторічна злакова темно-зелена трав'яниста рослина із прямостоячим гіллястим стеблом 70-130 см заввишки. Листки вузьколінійні, шириною 2,5-5 мм, плоскі, злегка шорсткі, голі або зверху вкриті довгими і тонкими волосками. Язички 0,5-2,5 мм довжиною, тупі.
Кореневища міцні, солом'яного кольору, діаметром 1,5-2 мм. Зелене кореневище утворює пухкі дерновини. Додаткові корені зосереджені у вузлах кореневищ, по 8-15 в кожному з них. Коріння тонкі, міцні, густо вкриті кореневими волосками.
Суцвіття — негуста поникла волоть 10-12 см завдовжки з довгими тонкими гілочками. Колоски ланценті, фіолетові або бурувато-фіолетові, 4-5 мм довжиною. Колоскові луски ланцетні, довгозагострені. Нижні квіткові луски 2-2,75 мм довжиною, широколанцетні, з дуже слабо розвиненим, часто майже повністю редукованим остюком. Рудимент осі колоска відсутній або дуже короткий (до 0,5 см завдовжки), голий, рідше з відносно нечисленними волосками.
Зернівка довгаста, злегка яйцеподібна, світло-коричнева.
Апомікт. Цвіте в червні, дозріває в липні.

## Значення і застосування
Куничник сіруватий — малоцінна в кормовому відношенні рослина, але зелене листя поїдають гуси, а восени і ранньою зимою — зайці. Рослину можна використовувати на сіно, але скошувати його потрібно до цвітіння, бо до кінця літа він швидко грубіє.
Як фітомеліоративна рослина рекомендується для укріплення берегів водойм. Волотисте суцвіття можна використовувати для оформлення сухих букетів.
Куничник сіруватий входить до так званого «Регіонального червоного списку» судинних рослин Закарпатської області — переліку видів судинних рослин, що підлягають особливій охороні на території Закарпатської області.